# سبايرو: ميراث الظل
سبايرو: ميراث الظل (بالإنجليزية: Spyro: Shadow Legacy)‏ لعبة فيديو تعتبر الجزء الخامس من سلسلة سبايرو والثالث وهي اللعبة الوحيدة من أجزاء سبايرو التي صنعت حصرياً لجهاز النينتندو دي إس اصدرت اللعبة في 8 أكتوبر2005.